# Palazzo Capponi-Vettori
Pour les articles homonymes, voir Capponi et Vettori.
Le palazzo Capponi-Vettori est un palais de Florence qui se trouve Lungarno Guicciardini, au no 1.

## Histoire
Construit au XVe siècle, le palais est choisi par Lodovico Capponi pour son emplacement à mi-chemin entre la via Maggio et le ponte Santa Trinita, pour mieux apercevoir la jeune femme dont il était amoureux et qui passait dans les cortèges officiels régulièrement sur ce trajet en tant que dame d'honneur de la grande-duchesse Éléonore de Tolède. Cette jeune femme, Maddalena Vettori, était promise par son beau-père au fils de ce dernier et ne pouvait donc épouser Lodovico Capponi. La foule se pressait au passage des cortèges pour pouvoir être témoin des regards passionnés que les amoureux se lançaient. Ce ne fut qu'au bout de plusieurs années que la grande-duchesse intervint en faveur de la jeune femme et que les deux amoureux purent se marier en 1558.

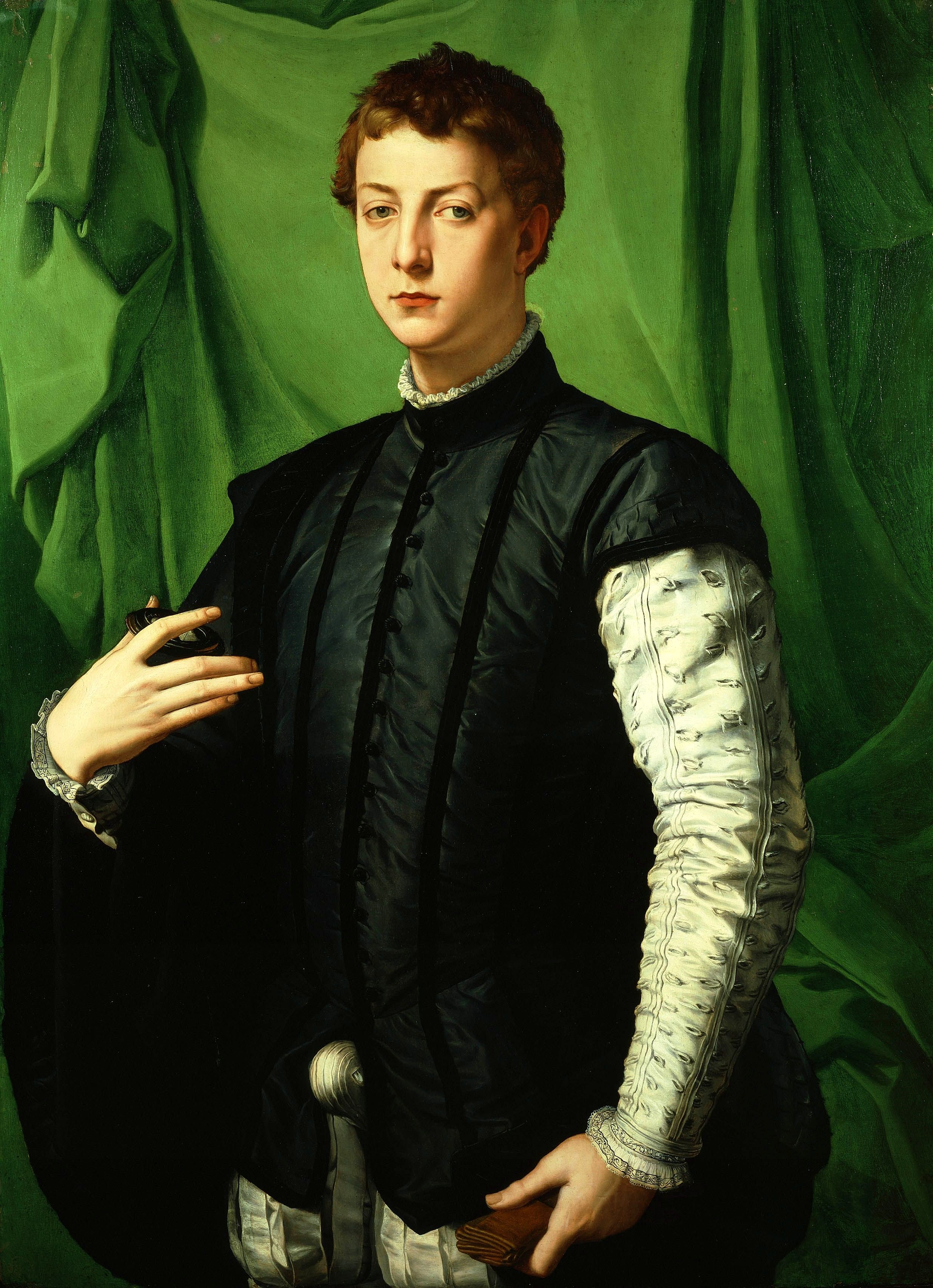
Bronzino, Portrait de Lodovico Capponi le Jeune, Frick Collection, New York

Le couple vécut dans ce palais qui fut agrandi au début du XVIIe siècle, puis restructuré quelques décennies plus tard, comme le montre une gravure du XVIIIe siècle de Giuseppe Zocchi : la façade comporte alors quatre fenêtres en rangée sur les trois étages, avec une annexe composée d'un rez-de-chaussée donnant via Coverelli. 
Par la suite, le palais passe par héritage à la famille Riccardi, puis à divers propriétaires. Dans la seconde moitié du XIXe siècle, il prend son aspect actuel avec une façade agrandie.

## Description
Un portail unique au milieu de la façade donne sur le Lungarno, tandis que cinq fenêtre rectangulaires s'ouvrent surmontées d'ouvertures en mezzanine avec un espace commercial à gauche. Au premier étage, huit fenêtres arquées sont soulignées d'une corniche marcapiano avec deux balcons donnant sur l'Arno datant du XIXe siècle. Le deuxième étage est analogue, mais les corniches des fenêtres ne sont pas en saillie. Le blason familial des Capponi est visible au milieu de la façade.
À l'intérieur du palais, on peut admirer au piano nobile un magnifique salon recouvert de fresques avec des grotesques, des figures allégoriques et les Histoires de Pier Capponi, Nicola Capponi et Neri Capponi, œuvre de Bernardino Poccetti datant de 1585. On remarque aussi une splendide cheminée sculptée en pierre avec des rehauts dorés. 
Le palais montre une façade secondaire donnant via Santo Spirito qui est plus ancienne et plus petite avec deux fenêtres rectangulaires aux corniches maniéristes, surmontées de fenêtres au tympan rectangulaire.

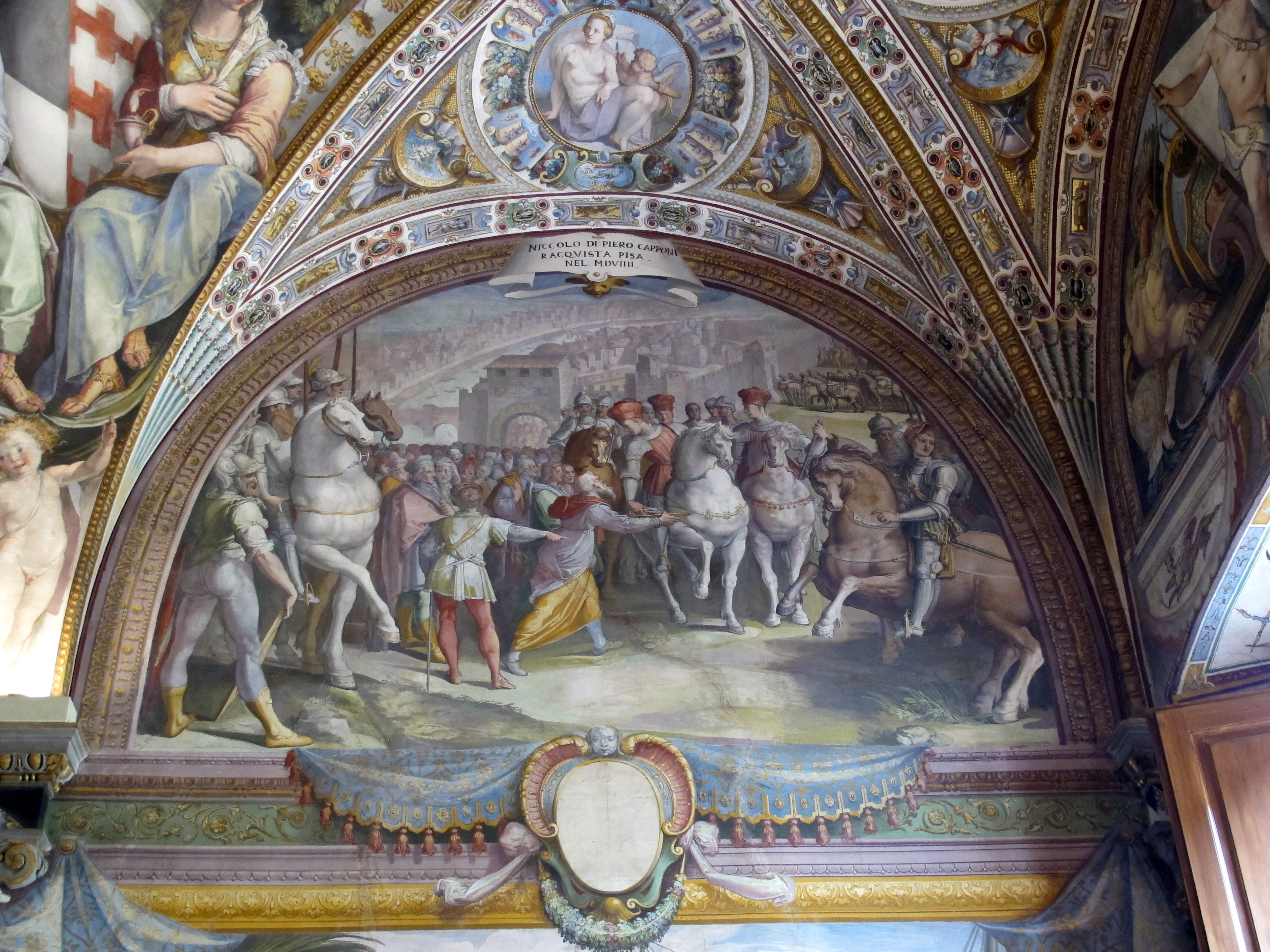
Détail des fresques
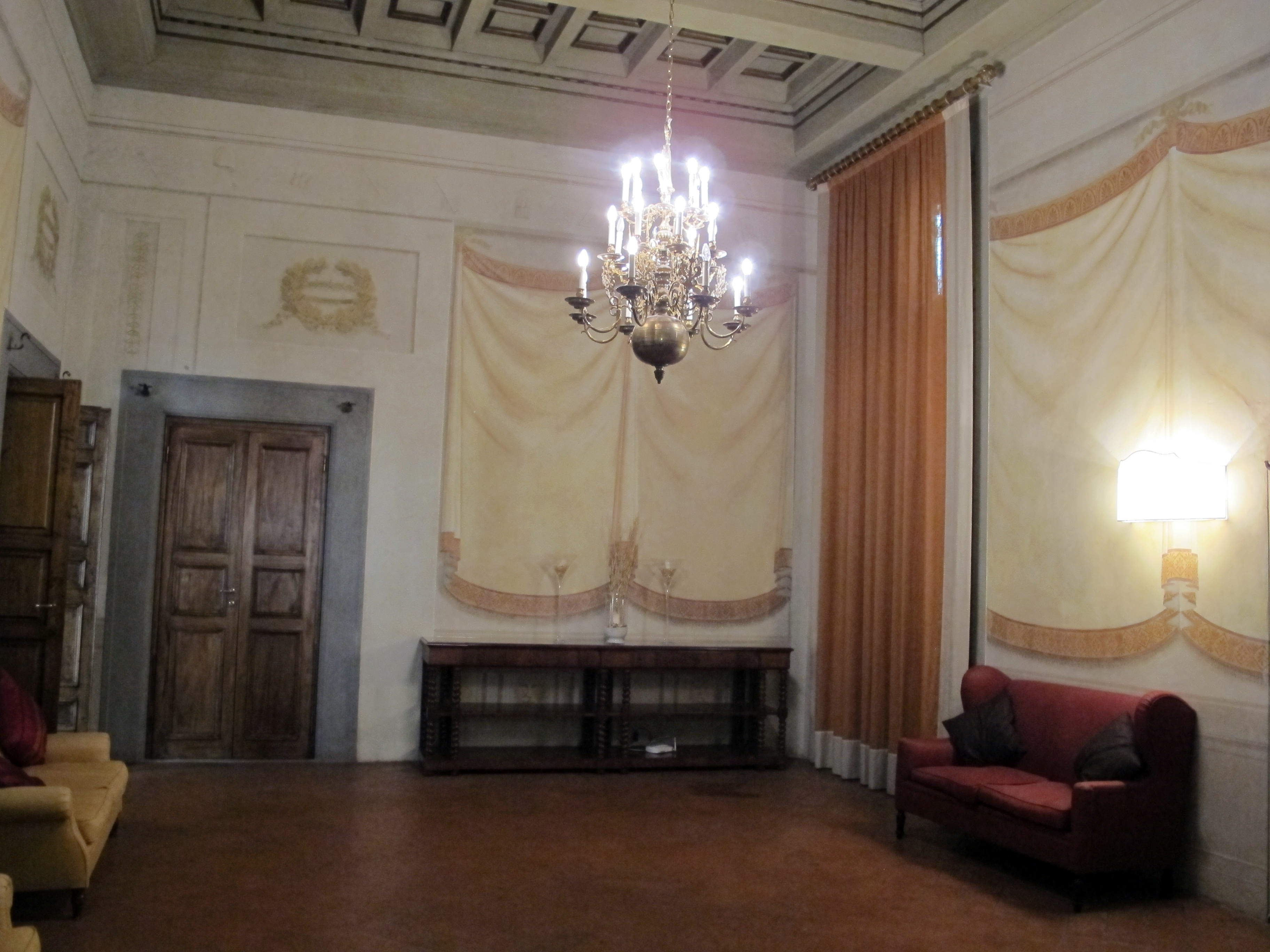
Un des salons de l'étage noble
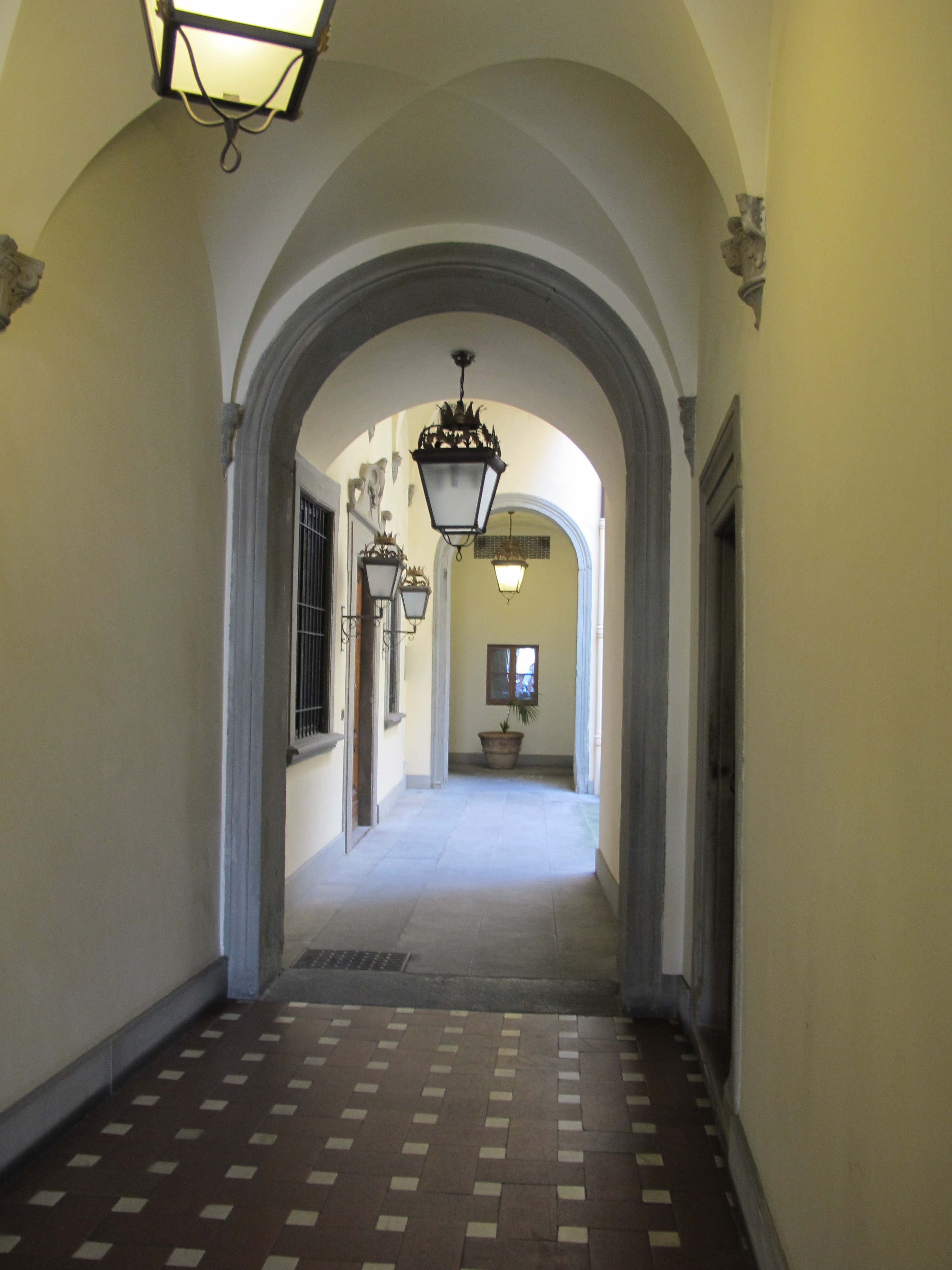
Couloir
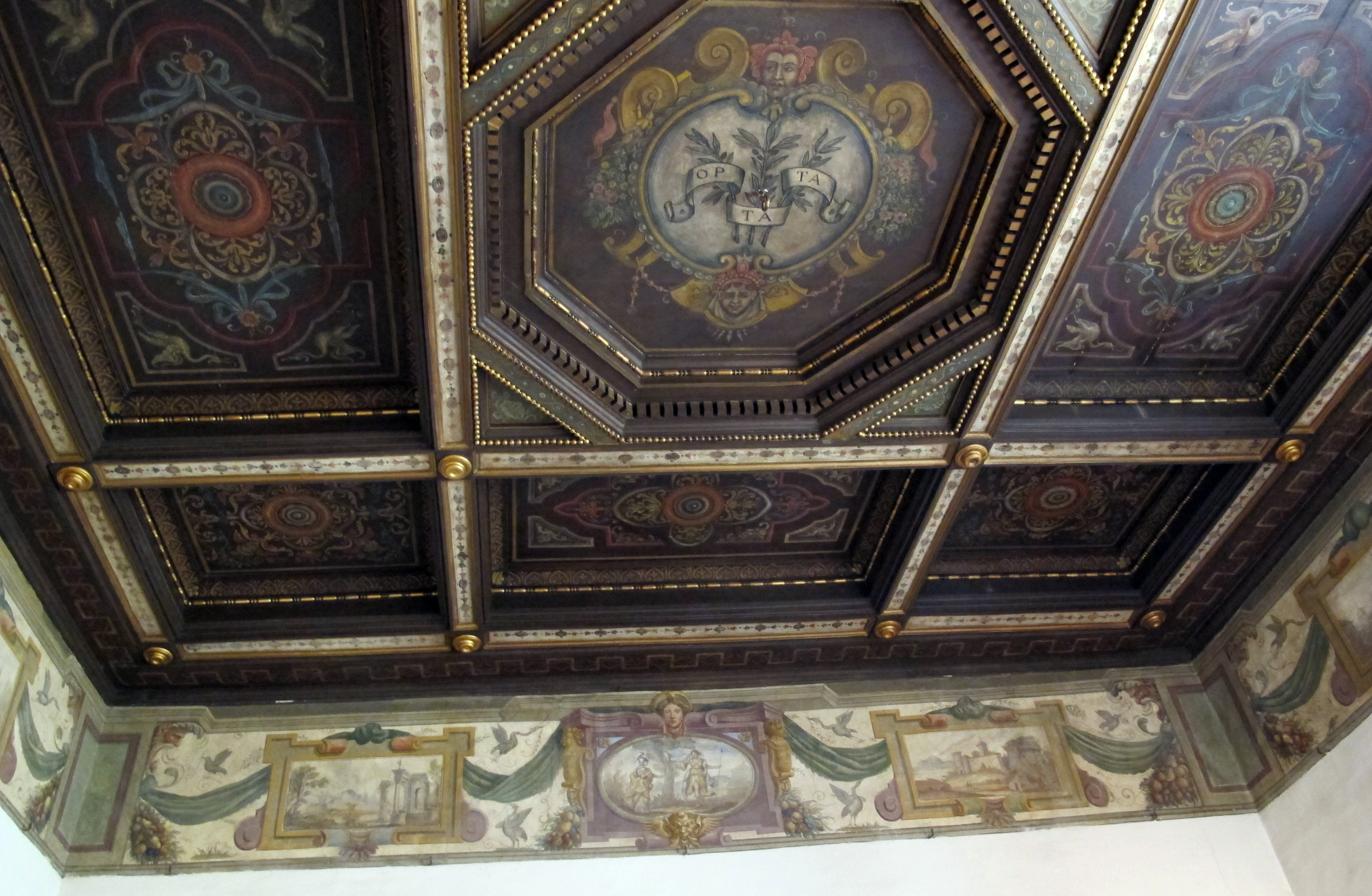
Plafond du salon B
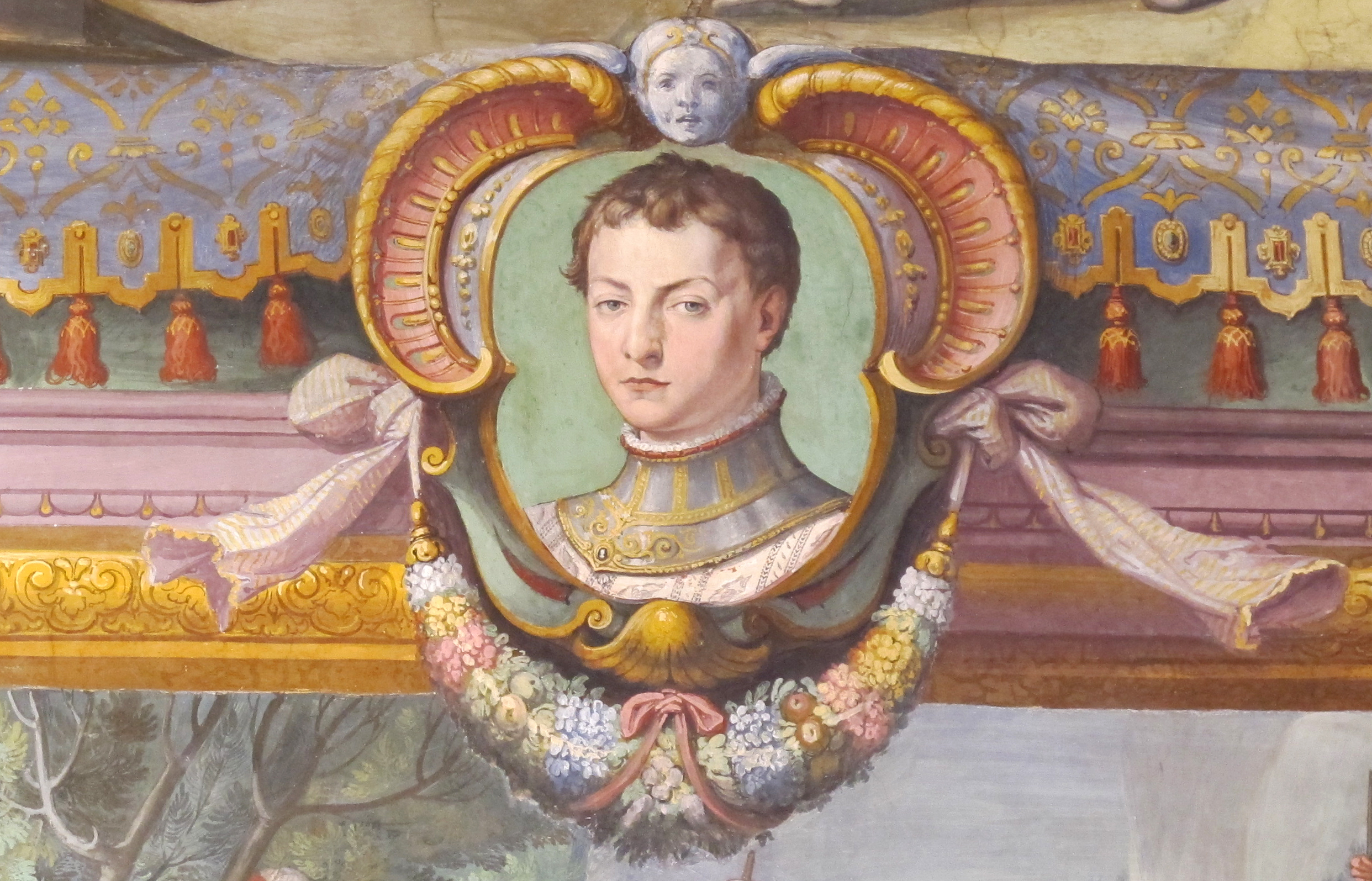
Portrait de Lodovico Capponi

## Source de la traduction
- (it) Cet article est partiellement ou en totalité issu de l’article de Wikipédia en italien intitulé « Palazzo Capponi-Vettori » (voir la liste des auteurs).